# Euphilotes tildeni
Euphilotes tildeni är en fjärilsart som beskrevs av Wann Langston, Jr. 1964. Euphilotes tildeni ingår i släktet Euphilotes och familjen juvelvingar. Inga underarter finns listade i Catalogue of Life.